# Semjon Děsnickij
Semjon Efimovič Děsnickij (rusky Семён Ефимович Десницкий; cca 1740 v Nižynu, Ruské impérium – 15. červnajul./ 26. června 1789greg. v Moskvě) byl ruský právník, osvícenský filosof, historik a vysokoškolský pedagog.

## Názory
Spolu s ostatními ruskými osvícenci (Dmitrij Aničkov, Ivan Treťjakov aj.) sdílel Děsnickij teorii přírodního původu náboženství, které objasňoval nevědomostí prvotních lidí a jejich strachem z hrozných a nepochopitelných přírodních jevů. Když zkoumal otázku týkající se stupňů vývoje lidstva, dospěl k závěru, že lidstvo prošlo čtyřmi stadii. Prvním stadiem je lov a sběr hotových produktů přírody, druhé stadium je chov dobytka, třetí zemědělství a konečně čtvrtým stadiem je obchod. Vyslovil myšlenku, že soukromé vlastnictví neexistuje věčně, v raných stadií chybí. Nejdříve vzniklo soukromé vlastnictví movitého, později i nemovitého majetku. Ti, kteří soustřeďovali bohatství ve svých rukou, stali se později vládci. Nejprve se zmocňovali vlády v rodu nebo kmeni, pak v obci nebo státu.
Děsnickij se zabýval otázkou původu rodiny. Uváděl ve svých pracích, že monogamie neexistovala věčně, neboť v nejranějších stadiích převládaly skupinové manželské vztahy, které vystřídalo mnohoženství a nakonec daleko později vznikla párová rodina. Vznik monogamního manželství Děsnickij nevysvětluje fyziologickými příčinami, ale rostoucími hospodářskými nutnostmi a potřebami, „ekonomickým prospěchem“.